# Renaixement hispànic

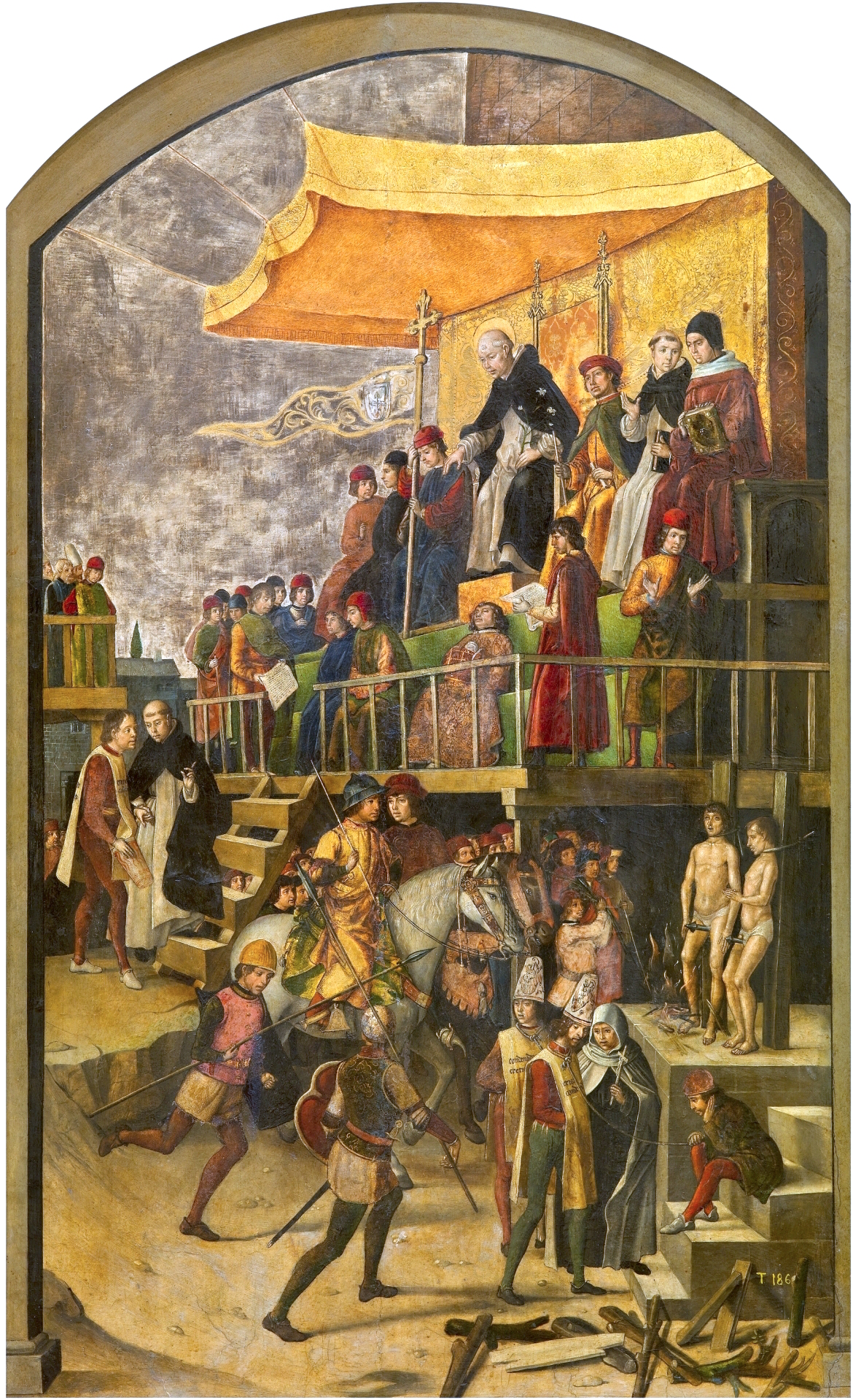
Sant Domènec. Museu del Prado (1475). Obra de Pedro Berruguete pintat per al convent de Santo Tomàs. Des d'un punt artístic destaca per l'assoliment de la perspectiva i uns detalls reeixits. Tanmateix té un alt valor històric car mostra un acte de fe de l'època.

El Renaixement hispànic fa referència a la introducció de les formes artístiques del Renaixement a la península Ibèrica a la fi del segle xv, malgrat que no es desenvolupà fins ben entrat el segle xvi. A voltes també és anomenat Renaixement espanyol.

## Introducció
En estudiar el Renaixement sorgeixen dos problemes històrics: la impossibilitat de traçar una frontera rígida entre l'edat mitjana i la nova època; i la peculiaritat que té en cada regne europeu el conjunt d'elements culturals i socials que constitueixen el que avui entenem per Renaixement; per tant, és inviable establir un criteri rígidament unitari pel que fa al fet renaixentista per tal d'identificar-lo amb el model italià. Aquestes observacions són vàlides per caracteritzar el Renaixement de la península Ibèrica: en la societat hispana de 1500 el component mercantil era molt migrat, llevat dels territoris de la Catalunya i València; contràriament la noblesa retenia un enorme poder econòmic, si bé les seves prerrogatives començaven a ser escapçades per una monarquia autoritària; aquesta nova política d'Estat és la que explica que no hi hagués ciutats estats o repúbliques a la península Ibèrica, com sí que era freqüent a la península Itàlica o a Alemanya. Ans al contrari, la subjecció imposada als municipis pels Reis Catòlics tingué com a conseqüència una escassa iniciativa cultural i artística: el Renaixement peninsular restà circumscrit als dictats de la cort, l'església i la noblesa. L'art renaixentista no s'imposà plenament als territoris peninsulars fins al segle xvi.

## L'arquitectura

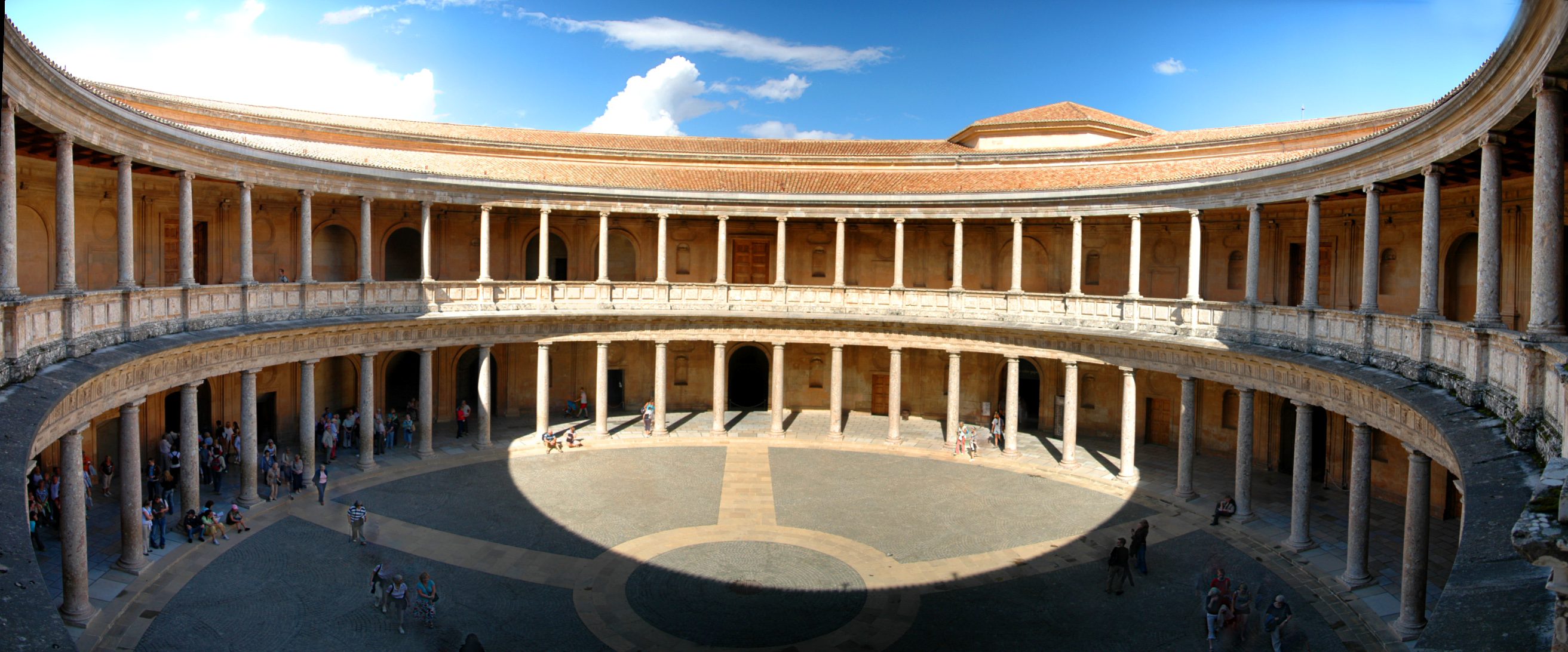
Pati del Palau de Carles V, panoràmica.

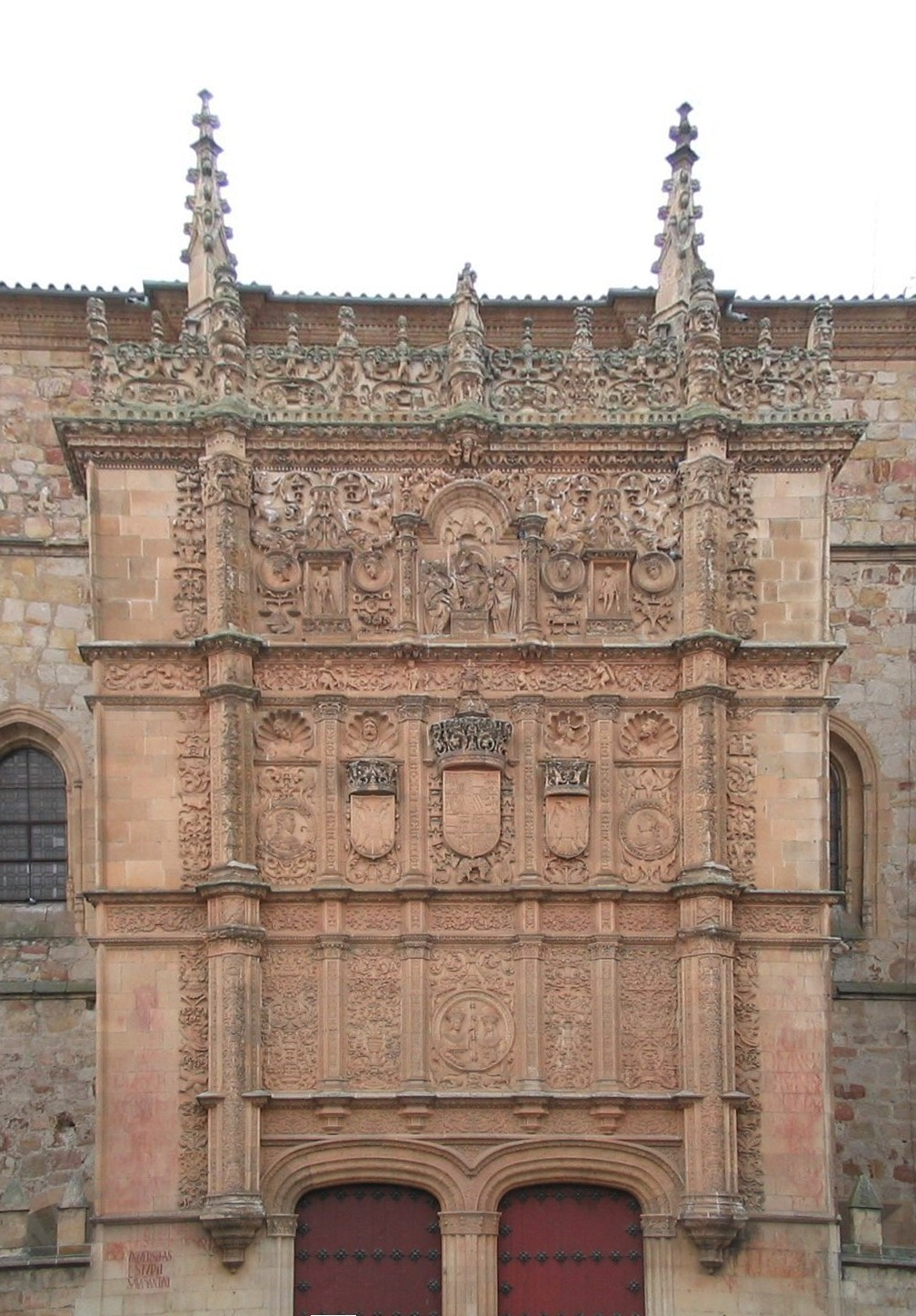
La façana de la Universitat de Salamanca és l'obra mestra de l'arquitectura plateresca. Els seus tres cossos són limitats per dues pilastres longitudinals, i completament ocupats per una menuda decoració de filigranes florals, medallons, escuts, etc.

En l'arquitectura, l'art gòtic seguí sent l'estil predominant al llarg de tot el segle XV i principis del XVI. Hi ha influència de l'estil itàlic al palau de Carles V a l'Alhambra (obra de Pedro Machuca) i a la catedral de la mateixa ciutat.
L'arquitectura evolucionà des d'una decoració moderada a una floració decorativa exultant que s'accentuarà al màxim en l'època dels Reis Catòlics. Durant aquest període el gòtic flamíger s'anirà combinant amb elements mudèjars. La decoració desdibuixà les formes arquitectòniques, repeteix els jous i les fletxes, els efes i les is inicials dels noms dels monarques; d'aquesta forma es delineen uns mòduls artístics d'estil anomenat Isabel (San Juan de los Reyes fóra l'obra més representativa), en el qual s'usen alguns elements que volen ser independents del gòtic i portadors del nou estil renaixentista (Casa de las Conchas, a Salamanca).
El plateresc, derivat de l'espanyol platero (argenter), l'estil que cobriria l'etapa que transcorre des de les darreres realitzacions del gòtic flamíger fins a l'afermament de les formes pròpiament renaixentistes, no representa un tall radical amb el gòtic isabelí. El plateresc fa un ús incontenible dels elements decoratius: balustres, medallons, emblemes heràldics, figures humanes entrellaçades, animals i tiges que formen figures fantàstiques, ús que revela influències italianes i creacions hispanes i que es donen de forma simultània. En destaca el Colegio Mayor de Santa Cruz de Valladolid, obra de Lorenzo Vázquez de Segovia i la portalada de la universitat de Salamanca, caracteritzat per una decoració abundant i delicada.
L'ornamentat plateresc va donar pas al purisme clàssic al segon terç del segle xvi, buscant formes més senzilles i depurades, en una línia sòbria i clàssica, d'equilibri i perfecció tècnica, atenent més les qüestions estructurals i l'harmonia de proporcions. Els arquitectes tenen millor preparació i formació, gràcies a la publicació de diversos tractats teòrics com Medidas del Romano, de Diego de Sagredo, el primer tractat renaixentista escrit fora d'Itàlia, que remarca la preponderància de la proporció i la disposició correcta dels elements per sobre la decoració. El purisme es va caracteritzar per l'ús de voltes ovalades o de canó, arcs de mig punt, cúpules i decoració esculpida reduïda a petits espais estratègics, valorant l'espai llis com a exponent d'aquesta nova estètica més pura i harmoniosa. En general, l'aspecte de l'arquitectura purista és d'equilibri i monumentalitat, davant de l'aparent fragilitat i el decorativisme del plateresc.
El purisme va donar pas a l'arquitectura herreriana desenvolupada a Espanya durant l'últim terç del segle XVI sota el regnat de Felip II de Castella i va continuar vigent al segle xvii, però transformada pel barroc de l'època. Correspon a la tercera i última etapa de l'arquitectura renaixentista espanyola, caracteritzada pel seu rigor geomètric, la relació matemàtica entre els diferents elements arquitectònics, els volums nets, el predomini del mur sobre el va i per l'absència gairebé total de decoració. També és conegut com a estil escorialenc, en al·lusió al Monestir d'El Escorial de Juan de Herrera, que serveix de paradigma a aquest corrent arquitectònic. Els edificis herrerians destaquen per la seva severa horitzontalitat, aconseguida gràcies a l'equilibri de les formes, preferentment cúbiques, que es disposen simètricament a l'estructura. En general, presenten cobertes de fusta revestides a l'exterior de pissarra i torres laterals, rematades en capitells cònics o piramidals quadrangulars acabats en punta, coneguts com a capitells madrilenys, que introdueixen un element de verticalitat i magnificència, alhora que contribueixen a reforçar la sensació de simetria.

## L'escultura

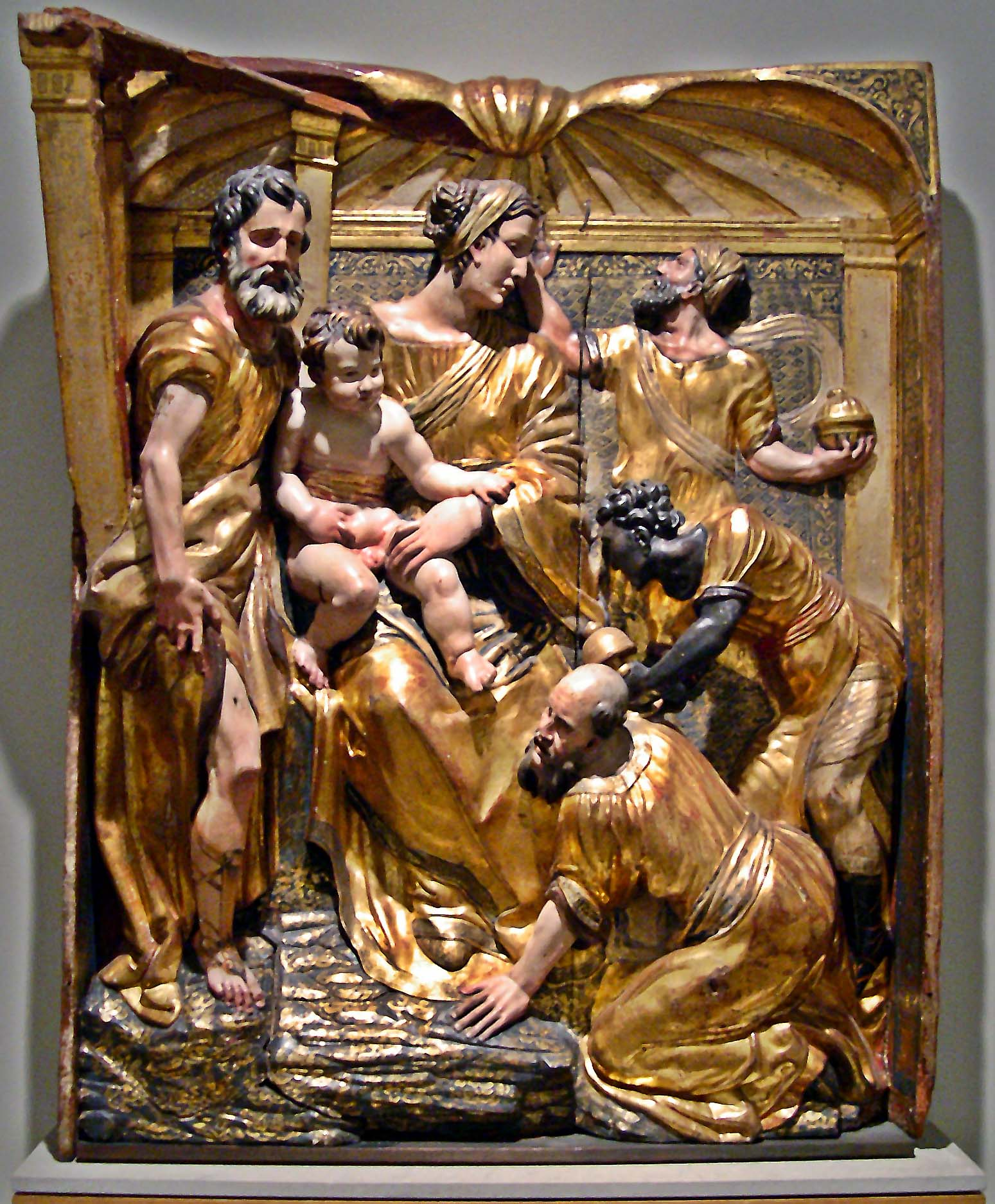
L'epifania, del retaule de San Benito, Valladolid. Alt relleu de Alonso Berruguete amb figures quasi exemptes. L'or converteix en matèria sumptuosa la fusta modesta de la talla.

L'escultura hispànica rebé influències del Renaixement italià, però els escultors plasmaren la intensitat del sentiment religiós més que no pas la bellesa ideal. La majoria d'obres són talles de fusta de colors vius.
La presència d'artistes italians a la península és decisiva per expandir el nou gust estètic. Els difusors més importants del nou estil són els italians Domenico Fancelli (1469-1519) i Prieto Torrigiano. Al primer deven el sepulcre de Don Diego Hurtado de Mendoza, arquebisbe de Sevilla i el dels Reis Catòlics, a la Capella Reial de Granada; al segon correspon l'obra de Sant Jeroni penitent, del Museo de Sevilla, de fang cuit i que és una veritable lliçó d'anatomia.
Un altre escultor destacat és Alonso Berruguete (1488 o 1490 - 1561), amb obres envaïdes per una actitud dramàtica molt en la línia de l'evolució miquelangeliana. En certa manera prefigura el barroc. Obres fonamentals seves són el retaule de L'epifania de San Benito del Museo de Valladolid i el cadirat del cor de la catedral de Toledo (aquesta darrera obra realitzada conjuntament amb Pedro de Mena.
La influència del geni florentí continuà vigent la segona meitat del segle xvi, i n'és una bona prova l'estil grandiós de Gaspar Becerra (1420-1570)

## Pintura

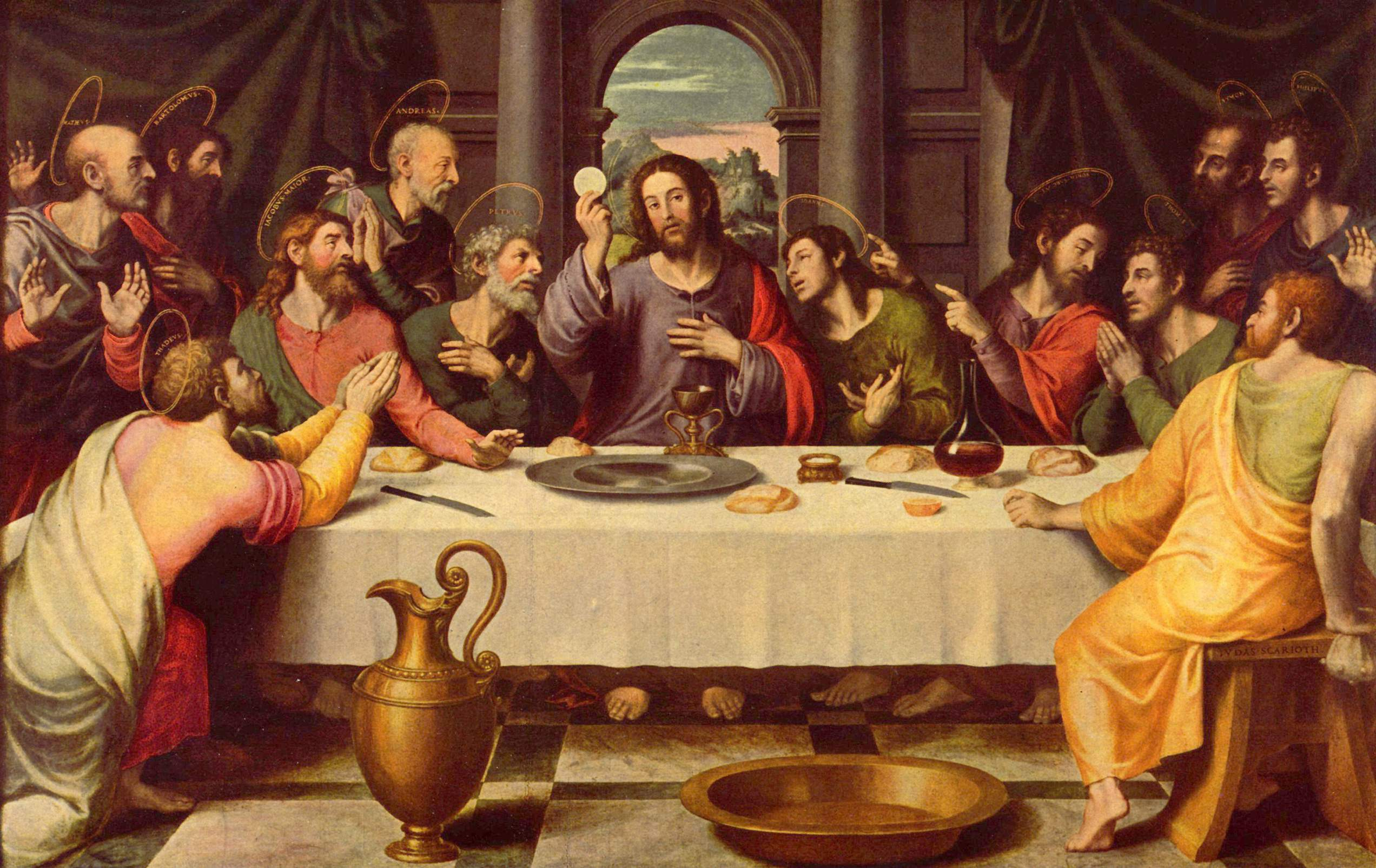
La Santa Cena (1550). Museu del Prado. És la més popular de les obres de Joan de Joanes. Hi és evident la influència de Leonardo da Vinci, però ambdós pintors escolliren moments diferents per a llur obra.

La influència italiana s'havia obert a través del vallenc Jaume Huguet (1414-1495). Tanmateix el pintor que millor representà la transició al nou estil renaixentista és Pedro Berruguete. Autor que reté elements de la pintura flamenca, però combinant-los amb novetats, com ara la creació d'escenaris arquitectònics i la preocupació per la llum. Això és evident en la decapitació de sant Joan Baptista (a Santa Maria del Campo, Burgos). La pintura del renaixentista hispana és normalment a l'oli i es caracteritza per la realització d'interiors subjectes a les lleis de la perspectiva, les mesures anatòmiques correctes i l'aplicació dels colors i de les ombres en diverses gammes tonals, seguint els ensenyaments italians.
En el segle xvi trobem un grup de pintors que mostren clarament reflectida la pintura del Renaixement italià. El segell de Leonardo da Vinci, Rafael i Giorgione és palès en Fernando Yáñez de la Almedina i Fernando de los Llanos. Tots dos componen les portes del retaule major de la catedral de València. El ressò rafaelista apareix amb més força amb Vicent Macip i el seu fill Joan Vicent Macip, més conegut com a Joan de Joanes. El balanç general de la pintura renaixentista del segle xvi és d'una inferioritat respecte del nivell atès per l'arquitectura degut a la mescla d'estils i la imitació mediocre dels grans genis italians; en realitat tant els artistes esmentats com llurs deixebles ja són a les portes del manierisme.

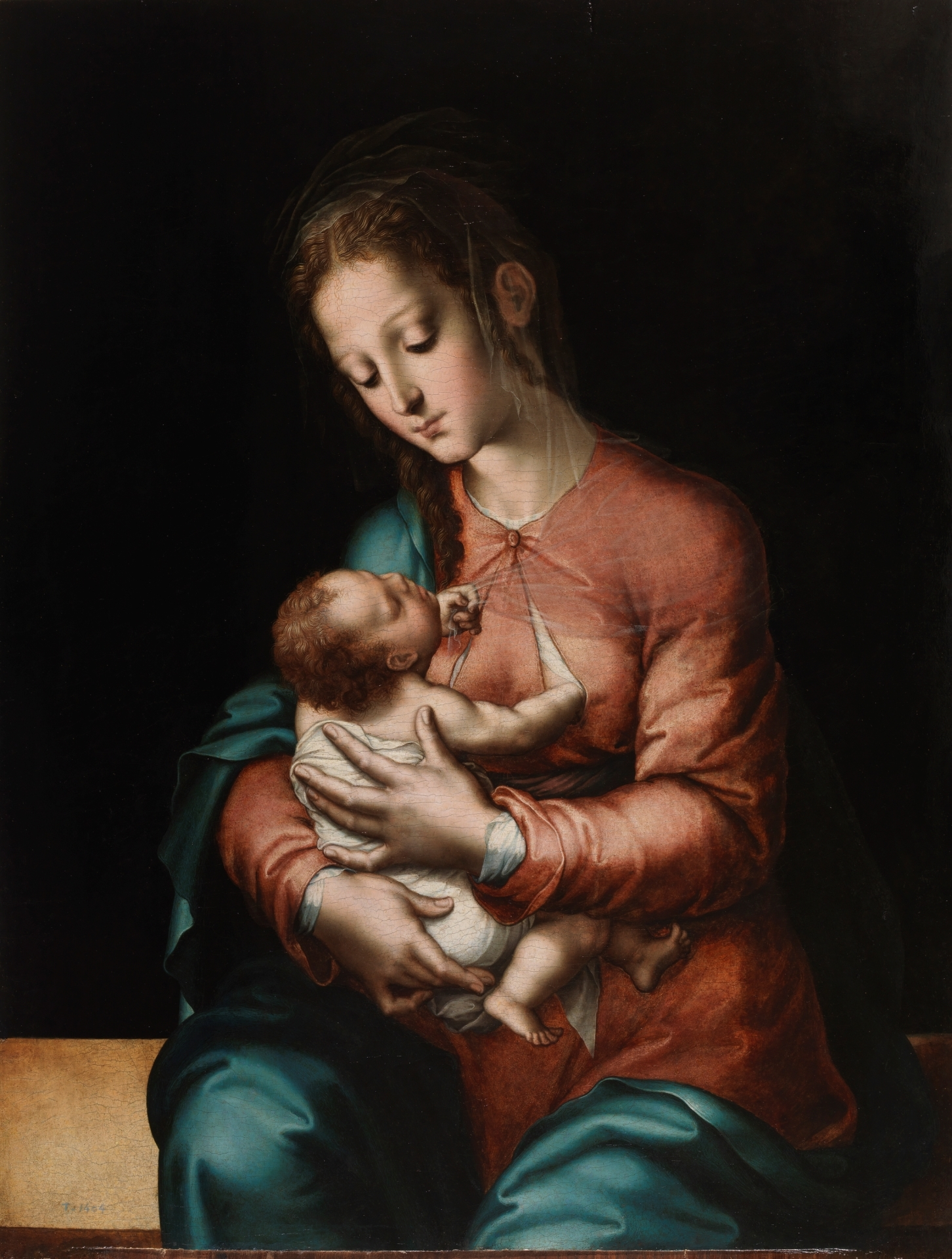
A la Mare de Déu amb l'infant, Luis de Morales ofereix un exemple de l'intent manierista d'humanitzar la pintura clàssica mitjançant la introducció del sentiment en la composició. Els colors freds, l'allargament de les figures i el tenebrisme apareixen ben documentats en aquesta obra.

La pintura manierista del baix Renaixement a la península Ibèrica, es caracteritzà per la preocupació de la perspectiva i les mesures anatòmiques, l'aplicació de diverses gammes tonal en els colors i les ombres seguint els ensenyaments italians. El Greco sobresurtí sobre de tots els altres pintors. Feu pintures religioses i retrats amb un estil molt original, ple de dramatisme i moviment; destacà per l'ús del color i les figures allargades. De la seva obra, molt àmplia, destaca L'enterrament del comte d'Orgaz, extraordinària pintura classicista de la composició, amb característiques manieristes i contrastos de llum. Un altre autor destacat fou en Luis de Morales, on a Mare de Déu amb l'infantrepresenta un tema molt antic dins de la iconografia cristiana: la Mare de Déu alimentant al nadó Jesús. Tanmateix, en el cas d'aquest treball, el pit no es veu directament, la mare i el fill es miren l'un a l'altre en una de les imatges més intimistes del segle xvi.